# 보광휘닉스파크 블루동
보광휘닉스파크 블루동(영어: Bokwang Phoneix Park Blue)은 대한민국 강원특별자치도 평창군 봉평면 면온리에 완공된 호텔이다.

## 같이 보기
- 보광휘닉스파크
- 대한민국의 호텔 목록
- 강원특별자치도의 마천루 목록